# Ahmed Barbach
Ahmed Barbach (ar. أحمد برباش; ur. w 1963) – marokański judoka. Olimpijczyk z Seulu 1988, gdzie zajął dwunaste miejsce w wadze półciężkiej.
Brązowy medalista igrzysk śródziemnomorskich w 1987. Startował w Pucharze Świata w 1991 roku.

## Letnie Igrzyska Olimpijskie 1988
| Konkurencja | Eliminacje            | Klas. końcowa |
| Konkurencja | Przeciwnik I          | Miejsce       |
| ----------- | --------------------- | ------------- |
| 95 kg       | Jacek Beutler (POL) P | 12.           |